# الدفاع القائم على المدنيين
الدفاع القائم على المدنيين، ويُعرف كذلك باسم الدفاع الاجتماعي أو المقاومة المدنية، هو نهج يقوم على تحشيد فعلٍ مجتمعي لا يستخدم السلاح، ينهض به أهل البلاد أو الجماعات الاجتماعية في وجه عدوان خارجي أو حكم استبدادي داخلي، أو استباقًا لمثل هذه الأخطار إن طرأت. وقد يُطلق عليه أيضًا: "الدفاع اللاعنفي" أو "الدفاع الشعبي"، أو "الدفاع بالمقاومة المدنية"، وهو ما يدلّ على استخدام منظم لسُبل الاعتراض الشعبي الخالي من العنف، ردًا على الغزو، أو الانقلابات، أو محاولات اغتصاب السلطة.
ويقوم هذا الدفاع على إعدادٍ مسبق وتدريب جمعي، يشمل أدوات متنوعة من العصيان المدني، ورفض التعاون، والمقاطعة الاقتصادية، والاحتشاد الشعبي، وسدّ الطرق، والتصدي للهيمنة لا بالسلاح بل بالإرادة المجتمعية. وهو ما يجعل الشعب نفسه سدًّا منيعًا دون الحاجة لجيوش نظامية.
وقد تناول هذا المفهوم عدد من المفكرين والممارسين في العالم، منهم:
- الجنرال إدوارد بي. أتكسون، في دراسته حول أهمية هذا النوع من الدفاع في الأمن القومي الأمريكي.[1]
- إيريكا شينوويث وماريا ستيفن، في عملهما البارز "لماذا تنجح المقاومة المدنية".[2]
- تيودور إيبرت (ألمانيا)، ضمن مؤتمر حول الدفاع اللاعنفي 1967.[3]
- برايان مارتن (أستراليا)، في كتابه "الدفاع الاجتماعي: الحجج والوسائل".[4]
- آدم روبرتس (بريطانيا)، في محررته المرجعية "استراتيجية الدفاع المدني".[5]
- جين شارب (الولايات المتحدة)، في عمله "الدفاع القائم على المدنيين: منظومة ما بعد العسكرية".[6]
- هاينز فيتشيرا (النمسا)، في أطروحته حول الحياد الدائم والمقاومة المدنية.[7]
- وآخرون كأندرز بوسروب وآندي ماك في مؤلفهم المشترك "حرب بلا سلاح".[8]

وقد برزت أمثلة عملية لهذا النوع من الدفاع، منها:
- فشل انقلاب "كاب" في جمهورية فايمار الألمانية، نتيجة الإضراب الشعبي العام.[9]
- مقاومة الشعب التشيكوسلوفاكي للغزو السوفييتي عام 1968، رغم عدم نجاح التجربة في طرد المحتل، إلا أنها أبرزت قدرة الشعوب على إرباك الغزاة دون طلقة واحدة.